# Бюхнер, Ральф
Ральф Бюхнер (родился 31 августа 1967 года в городе Нойруппин, ГДР) —  немецкий гимнаст. Многократный призёр и победитель международных игр.

## Спортивные достижения
Выступал за команду ГДР. Участник летних Олимпийских игр 1988 и 1992 годов, где в командных соревнованиях по спортивной гимнастике занял, соответственно, второе и четвёртое места. Его лучшим индивидуальным достижением на Олимпиадах было девятое место в опорных прыжках в 1988 году. На чемпионате мира 1991 года по спортивной гимнастике выиграл золотую и бронзовую медаль, на чемпионате Европы в 1990, 1992 и 1994 годах завоевал четыре медали.
В настоящее время работает слесарем в Ганновере, тренирует спортсменов в местном гимнастическом клубе.

## Награды
- Серебряный Орден «За заслуги перед Отечеством» (ГДР) (1988).
- Спортивная медаль Niedersächsische (1997) — за заслуги в спорте и развитие спорта в Нижней Саксонии.